# Challenger de Piracicaba 2024
El torneo Brasil Tennis Challenger 2024 fue un torneo de tenis perteneció al ATP Challenger Tour 2024 en la categoría Challenger 75. Se trató de la 2ª edición; el torneo tuvo lugar en la ciudad de Piracicaba (Brasil), desde el 29 de enero hasta el 4 de febrero de 2024 sobre pista de tierra batida al aire libre.

## Jugadores participantes del cuadro de individuales
| Favorito | País                 | Jugador                    | Rank1 | Posición en el torneo |
| -------- | -------------------- | -------------------------- | ----- | --------------------- |
| 1        | Bandera de Argentina | Federico Coria             | 84    | FINAL                 |
| 2        | Bandera de Argentina | Camilo Ugo Carabelli       | 139   | CAMPEÓN               |
| 3        | Bandera vacío        | Ivan Gakhov                | 177   | Cuartos de final      |
| 4        | Bandera de Argentina | Santiago Rodríguez Taverna | 206   | Primera ronda         |
| 5        | Bandera de Italia    | Marco Cecchinato           | 216   | Segunda ronda         |
| 6        | Bandera de Italia    | Alessandro Giannessi       | 226   | Primera ronda, retiro |
| 7        | Bandera de Italia    | Edoardo Lavagno            | 238   | Segunda ronda         |
| 8        | Bandera de Argentina | Juan Pablo Ficovich        | 251   | Primera ronda         |

- 1 Se ha tomado en cuenta el ranking del 15 de enero de 2024.

### Otros participantes
Los siguientes jugadores recibieron una invitación (wild card), por lo tanto ingresan directamente al cuadro principal (WC):
- Mateus Alves
- Eduardo Ribeiro
- Nicolas Zanellato

Los siguientes jugadores ingresan al cuadro principal tras disputar el cuadro clasificatorio (Q):
- Alex Barrena
- Daniel Dutra da Silva
- Kilian Feldbausch
- Federico Agustín Gómez
- Gonzalo Villanueva
- Damien Wenger

## Campeones

### Individual Masculino
- Camilo Ugo Carabelli derrotó en la final a  Federico Coria por 7–5, 6–4

### Dobles Masculino
- Guido Andreozzi /  Guillermo Durán derrotaron en la final a  Daniel Dutra da Silva /  Pedro Sakamoto por 6–2, 7–6(5)